# Dombrot-sur-Vair
Dombrot-sur-Vair là một xã, nằm ở tỉnh Vosges trong vùng Grand Est của Pháp. Xã này có diện tích 9,04 km², dân số năm 1999 là 254 người. Xã này nằm ở khu vực có độ cao trung bình 360 m trên mực nước biển.

## Nhân khẩu
| 1792                                         | 1866 | 1886 | 1954 | 1962 | 1968 | 1975 | 1982 | 1990 | 1999 |
| -------------------------------------------- | ---- | ---- | ---- | ---- | ---- | ---- | ---- | ---- | ---- |
| environ 500                                  | 496  | 363  | 234  | 240  | 240  | 255  | 237  | 247  | 254  |
| Số liệu từ năm 1962: Dân số không tính trùng |      |      |      |      |      |      |      |      |      |